# Myzopoda aurita
Myzopoda aurita — є одним з видів кажанів родини Myzopodidae.

## Поширення
Країни поширення: Мадагаскар. Знаходиться в зоні вологих низин східного і північно-східного Мадагаскару.

## Морфологія
Ці тварини можуть досягати довжини тіла близько 57 мм, хвіст близько 48 мм в довжину. Їх шерсть блідо- або золотисто-коричневого кольору. Їх голови широкі й округлі, вуха дуже довгі й нахилені трохи назад. Губи дуже великі.

## Поведінка
Місце проживання цих тварин є переважно кокосові пальми, листя яких служать місцем для сну. Їжею є комахи, в основному дрібні метелики, яких M. aurita знаходять з використанням ехолокації.